# هلگر بادشتوبر
هلگر بادشتوبر (: Holger Badstuber؛ زادۀ ۱۳ مارس ۱۹۸۹) یک بازیکن فوتبال آلمانی است که به‌عنوان مدافع میانی و دفاع چپ بازی می‌کند.
از تیم‌‌هایی که در آن بازی کرده‌است می‌توان به باشگاه فوتبال اشتوتگارت اشاره کرد.